# Schistosoma mekongi
Schistosoma mekongi là một loại sán ký sinh trong nhóm sán lá máu phân bố ở vùng Đông Nam Á.

## Đặc điểm
Là những con sán lá nhỏ sống trong máu của vật chủ và gây ra bệnh máu nhiễm giun. Vốn sống trong nước, sán lá máu xuyên qua da của nạn nhân khi họ tiếp xúc với nước bị ô nhiễm. Chúng lá nguyên nhân gây viêm nhiễm ký sinh trùng (sưng) và tổn thương các cơ quan nội tạng, đặc biệt là gan.
Những con sán trưởng thành vẫn có khả năng tồn tại thân chủ nhân trong nhiều thập niên, và có thể không gây ra bất kỳ triệu chứng nào trong nhiều năm. Chúng rời khỏi thân chủ qua trong phân và có thể trải qua một phần của vòng đời trong cơ thể loài ốc sên. Triệu chứng nhiễm sán lá máu là sốt, đau, ho, tiêu chảy, sưng hạch, đờ đẫn. 